# Marconia
Marconia è la principale frazione del comune di Pisticci in provincia di Matera e conta 8 781 abitanti. Di fatto rappresenta l'abitato nuovo del comune di Pisticci, per via della sua posizione pianeggiante. 

## Geografia fisica
Dalla provinciale Pisticci-Mare (strada provinciale che collega Pisticci a San Basilio, località balneare di Pisticci) si stacca il vialone di ingresso (denominato Viale Ontario) che introduce nella cittadina e immette direttamente nella piazza principale, Piazza Elettra, denominata in onore della figlia (e della nave) di Guglielmo Marconi. La "Prima Pietra" di piazza Elettra fu posata il 18 giugno 1938. Nella piazza si evidenzia la tipica architettura fascista della frazione: lo stile razionalistico novecentesco, senza ornamenti se non i simboli del regime, e gli edifici tipici: la torre littoria, la chiesa e il porticato intorno alla piazza. In piazza è presente la delegazione comunale di Pisticci, l'Istituto Alberghiero di Marconia e altri uffici come l'ufficio dell'Acquedotto Lucano. Il resto della cittadina si presenta con una pianta a scacchiera costituito principalmente da palazzine circondate da un giardino e abitate da interi nuclei familiari, ville, villette a schiera e alcuni edifici popolari. 
Marconia è sede della delegazione comunale di Pisticci.
Pietro Virzi, nella sua analisi dei luoghi di confino, arriva a definire "concettuale" l'idea proto-urbanistica di come Piazza Elettra e Marconia avrebbero dovuto svilupparsi.

## Storia
Marconia nasce come colonia confinaria fascista nel 1938 nella località Bosco Salice con il nome di Villaggio Marconi in onore dello scienziato italiano. Vi risiedevano dissidenti politici costretti ai lavori forzati e incaricati di lavori di bonifica idraulico-forestale e sistemazioni dei terreni inizialmente paludosi e insalubri nella piana metapontina, come ben descritto da Giuseppe Coniglio e Pietro Virzi nelle recenti ricostruzioni storiche.
Dopo lo scioglimento della colonia, avvenuto alla caduta del fascismo nel 1943, alcuni confinati tornarono nelle loro città d'origine, altri si trasferirono a Pisticci, ma molti decisero di restare lì.
Il centro urbano dunque fu costituito frazione di Pisticci e rimase scarsamente popolato fino agli anni sessanta quando il flusso migratorio dei pisticcesi, ma anche di gente proveniente da altri paesi, si fece più massiccio. Fino agli anni settanta Marconia era una semplice frazione che non offriva molti servizi e svaghi ai suoi abitanti, che appena possibile si recavano a Pisticci nel vecchio abitato.
Le frane avvenute nel centro storico di Pisticci, e le condizioni piuttosto disagevoli dovute alla conformazione irregolare del comune, costrinsero il trasferimento di parte dei disagiati in nuovi alloggi popolari edificati a Marconia con l'intento di ricreare in una zona migliore situata in pianura il comune di Pisticci ; lo sviluppo urbanistico da allora continuò ininterrottamente e la frazione venne allargata e ampliata.

## Monumenti e luoghi di interesse
Nel progetto di bonifica era stata inserita l'edificazione di una chiesa dedicata alla Madonna di Loreto; questa chiesa era stata progettata ad una sola navata, con dimensioni molto elevate, dotata di canonica, uffici parrocchiali, sagrato ed alloggio per il curato. Dopo la reggenza al centro agricolo e Marconia di don Felice Tamborrino, mons. Vincenzo Cavalla, nominò "cappellano della Colonia" don Amedeo Forte che avviò nel luogo che gli era stato affidato una campagna di sensibilizzazione che coinvolse istituzioni, famiglie e cittadini.
Il 1º gennaio 1955, egli annunciò ufficialmente l'istituzione della parrocchia di Marconia dedicata a San Giovanni Bosco e l'approvazione del progetto della chiesa: la costruzione fu avviata nel 1957 e la nuova chiesa fu consacrata il 6 maggio 1959.
.

### Storia della chiesa di San Giovanni Bosco
La storia della chiesa di Marconia è sempre stata sofferta e travagliata. La curia metropolitana di Matera aveva chiesto al comune di Pisticci la concessione di alcuni metri quadrati di suolo per la realizzazione della chiesa, ma questa richiesta fu accettata solo parzialmente in quanto furono concessi solo pochi metri di terreno. Il parroco non si arrese ed in seguito chiese al nuovo sindaco di ottenere altri pezzi di terreno per la costruzione di palestre, oratorio, aiuole ed altro; la richiesta venne approvata; don Amedeo, che voleva dotare la chiesa di servizi religiosi e di oratorio per educazione dei giovani chiese altro terreno, ma questa volta la richiesta fu respinta.
Successivamente la parrocchia fu affidata alla comunità dei padri maristi. Portarono un ampio bagaglio di idee, dando forte impulso all'azione cattolica, dotandola di gruppi di animatori ed educatori e promuovendo varie iniziative.
Nonostante i vari interventi di ristrutturazione la chiesa inizia a manifestare i primi segni di instabilità, donde la necessità di demolirla per costruire un edificio più stabile. I lavori iniziarono il 27 aprile 1991 e terminarono il 31 gennaio 1998 quando venne consacrata la nuova chiesa, alla quale negli anni vennero aggiunti i locali parrocchiali come oratorio, salette dedite al catechismo ed altre.
.

## Sport
Ha sede nella frazione la società di calcio Elettra Marconia fondata nel 2016. Disputa il campionato di Eccellenza Lucana.
A Marconia si è conclusa la 7ª tappa del Giro d'Italia 1984 partita da Foggia.